# Escala de grises

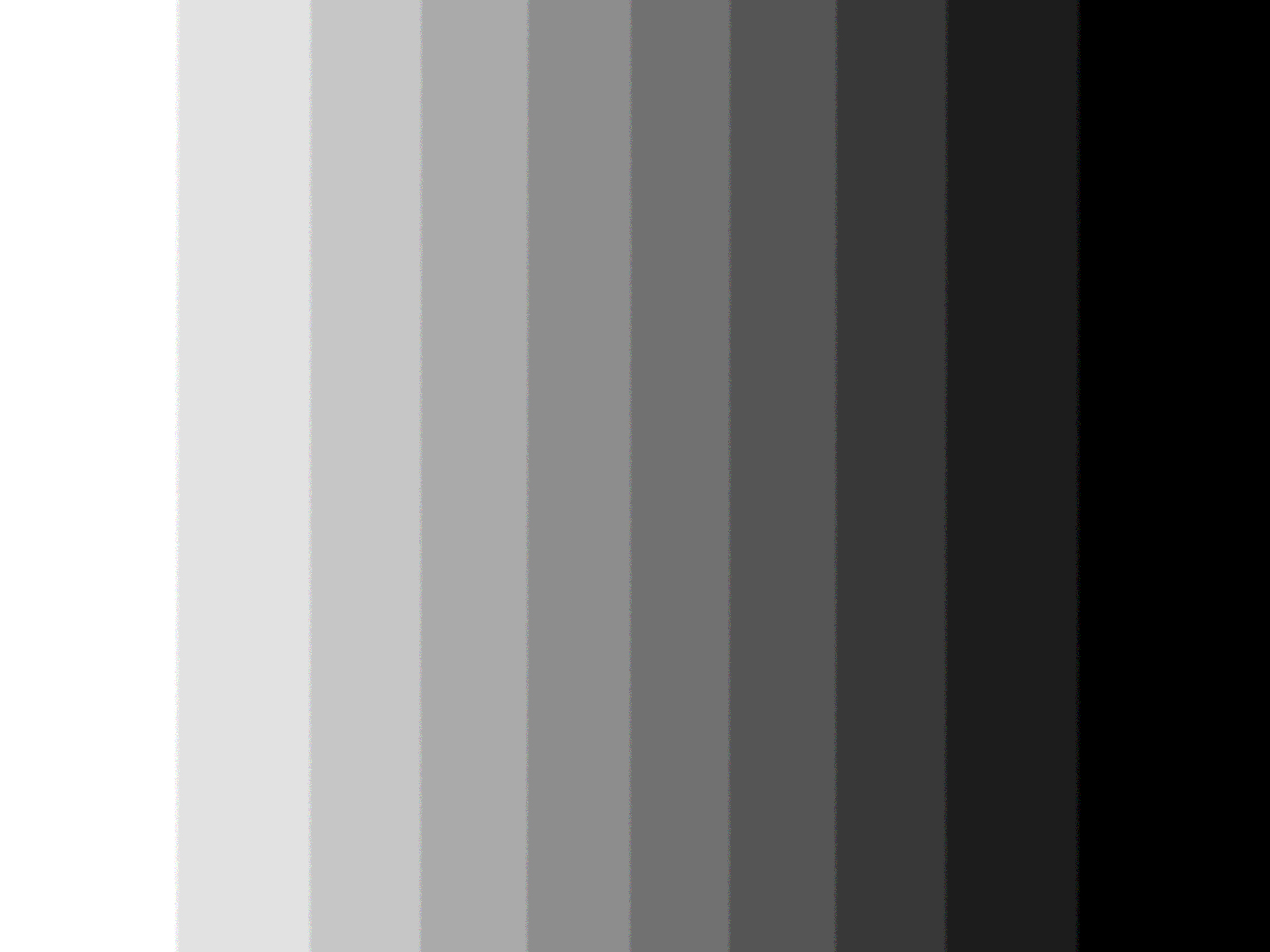
Escala de grises usado para calibrar monitores y escáneres

Una escala de grises es una escala empleada en la imagen digital en la que el valor de cada píxel posee un valor equivalente a una graduación de gris. Las imágenes representadas de este tipo están compuestas de sombras de grises,  

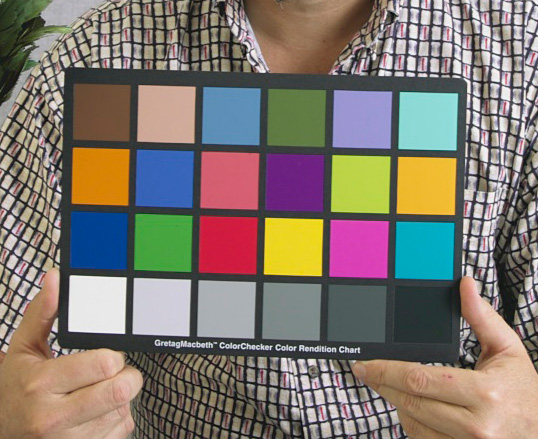
Escala de grises y de color para calibrar el color en fotografía.